# Насташинська сільська рада
| Насташинська сільська рада — орган місцевого самоврядування у Галицькому районі Івано-Франківської області з адміністративним центром у с. Насташине. Історична дата утворення: в 1940 році. Сільській раді підпорядковані населені пункти: - с. Насташине — населення 916 чол.; площа 15,706 кв.км; - с. Куничі — населення 228 чол.; площа 2,057 кв.км; |

## Склад ради
Рада складається з 12 депутатів та голови.

### Керівний склад ради
| ПІБ                     | Основні відомості                                   | Дата обрання | Дата звільнення |
| ----------------------- | --------------------------------------------------- | ------------ | --------------- |
| Драгун Іван Олексійович | Сільський голова, 1985 року народження, освіта вища | 25.10.2015   | -               |

Примітка: таблиця складена за даними джерела